# هیرومیچی ایتو
هیرومیچی ایتو (انگلیسی: Hiromichi Ito؛ زادهٔ ۱ نوامبر ۱۹۶۳) کشتی‌گیر اهل ژاپن بود.